# Uprise
Uprise è il quarto album in studio del gruppo symphonic metal olandese Nemesea, pubblicato il 29 aprile 2016 dalla Napalm Records. L'album è stato anticipato dai singoli Twilight e Forever, pubblicati rispettivamente il 5 e 6 aprile 2016.
Una settimana prima della pubblicazione, è stato pubblicato su YouTube un video contenente estratti da tutti i brani dell'album.

## Tracce
1. Hear Me – 3:02
2. Twilight – 3:31
3. Forever – 3:48
4. Let It Burn – 3:46
5. Time to Make It – 3:16
6. Can't Believe It – 4:10
7. Light Up the Sky – 3:45
8. Get Out – 3:12
9. Bones – 3:58
10. Hold On – 3:27

Tracce bonus della Deluxe Edition
1. The Way I Feel (feat. Cubworld) (Acoustic Version) – 3:46
2. Broken (Orchestral Version) – 3:40
3. If You Could (Acoustic Version) – 3:55
4. No More (Alternate Version) – 3:24

## Formazione
- Manda Ophuis – voce
- Sonny Onderwater – basso, tastiere
- Hendrik Jan de Jong – chitarra, tastiere, cori